# Robert Gray
Robert Gray ( n.10 mai, 1755, Tiverton, Rhode Island – d. iulie, 1806, pe mare) a fost navigator și explorator american.
În timpul revoluției americane a servit în marina continentală, comandând nave comerciale de-a lungul coastei atlantice.

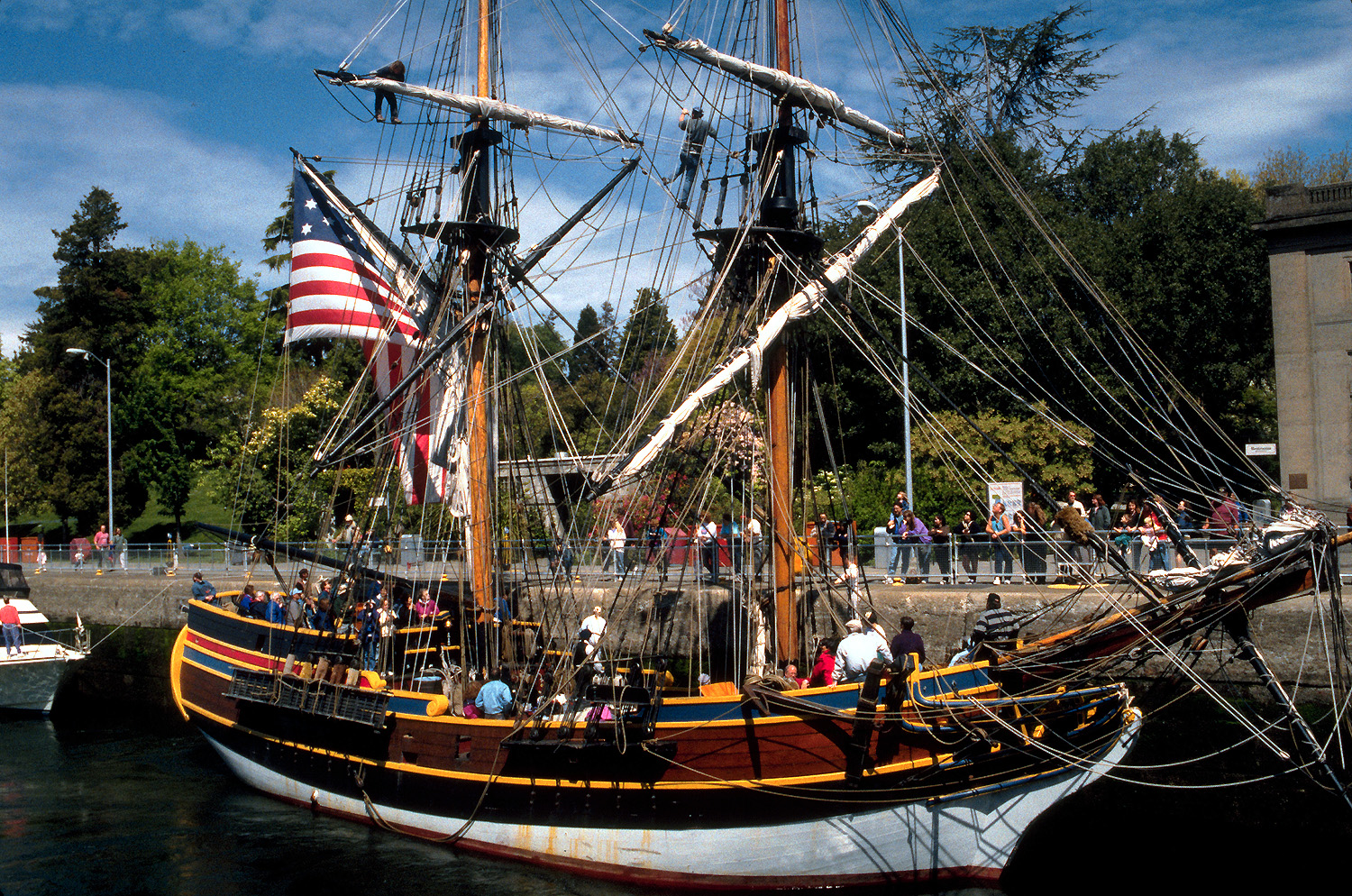
Nava "Lady Washington"

Căpitan al sloop-ului "Lady Washington", în expediția condusă de John Kendrick realizează prima călătorie maritimă în jurul lumii cu o navă sub pavilionul Statelor Unite ale Americii (1787 - 1790). Pornind din Boston, expediția ocolește  capul Hoorn, poposește în Golful Nootka unde Gray preia comanda navei "Columbia Rediviva", în Hawaii și Kawangchow (Canton), reîntorcându-se în patrie, după ocolirea dinspre est a Capului Bunei Speranțe.
Repetă călătoria ( 1790 - 1793), iernează în Golful Nootka, la Clayoquot Sound  (Insula Vancouver), descoperă  Golful Grays Harbour (47° lat. N) și, la 46° 15' lat. N, gurile fluviului Columbia (denumit astfel în cinstea corăbiei sale) dovedind accesibilitatea acestuia pentru navigația maritimă. Aceasta a fost cea dintâi pătrundere a unui american într-o regiune din "vestul îndepărtat" (numită mai târziu Oregon). A fost un pionier în stabilirea comerțului de blănuri cu China, bogat izvor de venituri pentru coloniile din Noua Anglie.